# Pieter van Ruijven
Pieter Claesz. van Ruijven (Delft, december 1624 – aldaar, begraven 7 augustus 1674) is een tijdgenoot van de Hollandse meesterschilder Johannes Vermeer. Hij is vooral bekend als diens vermoedelijke mecenas. Van Ruijven was kunstverzamelaar. Net zoals zijn vader werkte Van Ruijven voor de stad Delft, voor de Kamer van Charitate (1668-1674). 
In 1653 trouwde hij met Maria de Knuijt en in 1655 kregen ze een dochter, Magdalena. De Knuijt werd op 26 februari 1681 begraven. Bij Magdalena's overlijden op 16 juni 1682 had zij 20 schilderijen van Vermeer in haar bezit, die overgingen op haar echtgenoot Jacob Dissius. De schilderijen werden na het overlijden van haar echtgenoot op 16 mei 1696 op de zogenaamde Dissiusveiling in Amsterdam verkocht. Op deze veiling werd nog een werk van Vermeer aangeboden. De eenentwintig schilderijen leverden fl 1.503 en tien stuivers op.
De Amerikaanse econoom John Michael Montias (1928-2015) vermoedde als eerste dat de schilderijen van Vermeer oorspronkelijk in het bezit zijn geweest van Van Ruijven. Dissius was namelijk van zichzelf geen vermogend man, terwijl Van Ruijven wel het geld had om veel schilderijen te kopen. Verder was het dus zijn dochter die - in elk geval na het overlijden van haar beide ouders - in het bezit was van enkele tientallen schilderijen van Vermeer. Dat Van Ruijven Vermeer kende, blijkt uit een lening van 200 gulden die hij in 1657 aan Vermeer had verstrekt. Het is niet bekend waarvoor het geld bestemd was, maar Montias vermoedde dat het een aanbetaling was voor een schilderij. Over zijn bevindingen publiceerde hij voor het eerst in 1987.  